# Rai 라디오 1
Rai 라디오 1(Rai Radio Uno)는 이탈리아의 공영 방송인 이탈리아 방송 협회(Rai)에서 운영하는 라디오 방송중 하나이다. 뉴스와 스포츠, 토크 프로그램 및 대중 음악 등을 방송한다.

## 역사
Rai 라디오 1의 전신인 이탈리아의 첫 라디오 방송은 1924년 10월 6일에 시작되었다. 호출부호는 1-RO, 개인 소유의 Unione Radiofonica Italiana (URI)에 의해 운영되었다. 1927년 URI는 국영 회사 Ente Italiano per le Audizioni Radiofoniche (EIAR)에 의해 흡수되었으며, 이후 이탈리아에서 유일하게 방송 권한이 부여된 라디오 방송이 되었다.
1944년 EIAR는 Radio Audizioni Italiane (RAI)란 이름으로 바꾸었고, 재건의 일환으로, 제2차 세계대전 이후 남아 있는 송신기 네트워크를 개선하였다.
1946년 11월 3일 라디오 방송 개편으로 두개의 전국 채널을 두었다. 첫번째 채널인 Rete Rossa와 두번째 채널인 Rete Azzurra (현 Rai 라디오 2)가 있다.
1952년 1월 1일, 해당 채널을 좀 더 독특한 "성격"을 각각 제공하기 위한 움직임의 일환으로―문화 채널인 Terzo Programma (현 Rai 라디오 3)이 1950년 10월 1일에 개국하면서―RAI는 Rete Rossa를 Programma Nazionale란 이름으로 바꾸었다. 이 후 1976년에 현재의 Rai Radio 1가 되었다.
2002년부터 AM 중파 방송을 송출 할 수 있는 권한을 가진 방송국 중 유일한 이탈리아 전국 방송이 되었으며, 이탈리아의 다른 지역 방송 중 일부는 라디오 1의 전송 기술을 활용하였다.

## 프로그램
Rai 라디오 1는 뉴스 및 토크 쇼와 스포츠 관련 프로그램을 방송하며, 특히 이탈리아 축구 국가대표팀의 모든 경기를 생중계한다. 그리고 세리에 A 및 B 축구 경기에 대한 해설 프로그램인 'Tutto il calcio minuto per minuto'는 1960년부터 방송중인 라디오 1의 가장 인기있는 프로그램 중 하나이다.

## 방송 송출
- 중파 방송: 657, 900, 936, 999, 1062, 1107, 1116, 1431, 1449, 1575 kHz
- FM 방송: 87.6 ~ 107.7 MHz
- 스카이 이탈리아: 761
- Alice Home TV: 770
- Ziggo: 863

## 같이 보기
- 이탈리아 방송 협회
- Rai 라디오 2
- Rai 라디오 3